# 김은정 (1970년)
김은정(1970년 6월 26일 ~ )은 대한민국의 배우이다.

## 생애
1988년 연극배우 첫 데뷔하였으며 이듬해 1989년 뮤지컬 배우 데뷔하였고 이어 같은 해 1989년 MBC 문화방송 공채 탤런트 19기로 정식 데뷔하였으며 6년 후 1995년 영화 《테러리스트》의 단역으로 영화배우 데뷔하였고 이어 같은 해 1995년 영화 《런 어웨이》의 주연을 맡기도 하였다.
신장은 168cm이고 체중은 48kg인 그녀는 영화감상과 음악감상과 CD 수집에 취미가 있고 수영과 달리기에 특기가 있다.

## 출연작

### 연극
- 《꺼삐딴 리》 ... 이인국 박사의 후취 부인 혜숙 역(주연)

### 영화
- 1995년 《런어웨이》 ... 최미란 역

### 드라마
- 1990년 MBC 대하드라마 《대원군》
- 1991년 MBC 드라마 《무동이네 집》
- 1993년 KBS2 단막드라마 《신 손자병법》 ... 김초선 역
- 1995년 MBC 주말드라마 《사랑과 결혼》
- 1996년 KBS 미니시리즈 《컬러 - 블루》 ... 유재연 역
- 1996년 MBC 청춘시트콤 《남자 셋 여자 셋》
- 1997년 KBS 주말드라마 《파랑새는 있다》
- 1998년 SBS 드라마스페셜 《내 마음을 뺏어봐》
- 2000년 SBS 드라마스페셜 《줄리엣의 남자》
- 2001년 KBS2 일일시트콤 《쌍둥이네》

## 같이 보기
- 김나운
- 신윤정
- 장서희
- 임채원
- 신혜수
- 채시라
- 김혜수
- 최정원
- 김정난

## 수상
- 제19회 황금촬영상 신인여우상